# Project Excelsior
Project Excelsior var en serie af ekstremt høje faldskærmsudspring, der blev udført af kaptajn (og senere oberst) Joseph Kittinger fra United States Air Force, (USAF), i 1959 og 1960 for at teste Beaupres flertrins faldskærmssystem. Ved et af disse spring satte Joseph Kittinger verdensrekord for det højeste faldskærmsspring og det længste fritfaldsspring. Disse to rekorder står sig stadig i 2008.
Da jetflyene i 1950'erne fløj stadig højere og hurtigere gav det i USAF anledning til bekymring for piloternes og mandskabets sikkerhed, i tilfælde af de måtte forlade et fly fra store højder. Forsøg med testdukker, dummies, havde vist, at et legeme i frit fald fra store højder risikerede at gå ind i et spin med over 400 rotationer i minuttet. Det udgjorde en potentielt dødelig fare.

## Forberedelsen
Project Excelsior blev iværksat i 1958 med henblik på at skabe et faldskærmssystem, der kunne give et sikkert fald ved udspring fra meget store højder. Francis Beaupre, der var en tekniker ved Wright Field i Ohio, udviklede et flertrins faldskærmssystem, der skulle testes. Det bestod af en lille pilotskærm, med en diameter på 2 meter, der skulle forhindre det ukontrollerbare spin ved første fase af de høje spring, og en hovedskærm, med en diameter på 8 meter, som skulle udløses når man kom ned i en lavere højde. Systemet blev styret af tidtagere og højdemålere, der skulle udløse skærmene korrekt på rette tid og sted ved springet.
For at udføre testene, byggede man ved Wright Field en 60 meter høj helium-ballon med et rumfang på 85.000 m³, som skulle løfte en åben gondol med en testpilot op i stratosfæren. Joseph Kittinger, der var projektleder, udførte tre opstigninger og testspring. Da gondolen var åben, måtte han bære en speciel trykdragt samt flere lag tøj, der sammen skulle beskytte ham mod både højden og kulden. Dertil kom selve faldskærmene. Tilsammen fordoblede det hans vægt.

## De tre udspring
Det første spring, Excelsior I, udførte Joseph Kittinger den 16. november, 1959, fra 23,3 kilometers højde. Elektroder på hans krop, skulle måle hans hjerterytme og hans vejrtrækning. Han havde pilotskærmen, hovedskærmen og også en reserveskærm. Ved springet blev Joseph Kittingers pilotskærm udløst for tidligt. Den trak hovedskærmen med, som viklede sig om hans hals. Joseph Kittinger gik ind i et spin med 120 rotationer i minuttet, og mistede bevidstheden. Han overlevede kun, fordi hans reserveskærm automatisk blev udløst i 3.000 meters højde.
Tre uger senere, den 11. december, 1959, udførte Joseph Kittinger det andet spring, Excelsior II. Denne gang sprang han fra 22,8 kilometers højde, og lod sig falde 16,8 kilometer, inden hovedskærmen blev udløst. Springet tog i alt 12 minutter og 32 sekunder, og alt fungerede perfekt. De data man indsamlede ved dette spring, blev benyttet i forberedelsen af det tredje.
Det tredje og sidste spring udførte Joseph Kittinger den 16. august, 1960. Under opstigningen opstod der en fejl i forseglingen i trykdragtens højre handske, og Joseph Kittinger fik stærke smerter i hånden. Han ville dog ikke fortælle jordpersonellet om fejlen, da de muligvis ville vælge at afbryde forsøget. Skønt han med mellemrum ikke kunne bruge sin højre hånd, fortsatte han opstigningen til 31,3 kilometers højde. Opstigningen tog 1 time og 31 minutter, og slog den gældende højderekord for bemandede ballonflyvninger, der indtil da havde været 30,942 kilometer, og var sat af major David Simons i 1957.
Joseph Kittinger ventede i 12 minutter i gondolen, indtil ballonen var drevet ind over det område, hvor springet skulle udføres. Så trådte han ud af gondolen, og begyndte sit fald. Den lille pilotskærm foldede sig ud, og med den faldt han mod Jorden i 4 minutter og 36 sekunder. Skønt det kan diskuteres, om der reelt var tale om et fritfaldsspring, da Joseph Kittinger benyttede sin pilotskærm, regnes det alligevel som det længste frie fald, noget menneske til dato har præsteret. I 5,3 kilometers højde udløstes hovedskærmen, og Joseph Kittinger landede sikkert i ørkenen i New Mexico. Hele faldet varede 13 minutter og 45 sekunder, og satte ny rekord som det højeste faldskærmsspring.
Ved springet blev Joseph Kittinger udsat for en temperatur så lav som 70 minusgrader, og da han faldt som hurtigst var faldhastigheden mellem 988 km/t og 1.005 km/t. I senere interviews hævdede Joseph Kittinger, at farten havde nået en top på 1.149 km/t. Da lydens hastighed er lavere i den øvre atmosfære, end den er ved Jordens overflade, betyder det, at han faldt med mere end lydens hastighed. Alligevel sagde Joseph Kittinger senere, at han ikke fornemmede farten, før han nåede skydækket.
På en platte, der var monteret under den åbne dør i gondolen, stod der: "This is the highest step in the world" – Dette er verdens højeste trin.

## Hædersbevisninger
For sine testspring, der beviste, at det var muligt for piloter og andet flypersonel at springe sikkert ud fra meget store højder, blev Joseph Kittinger efterfølgende belønnet med flere udmærkelser. Fra præsident Dwight D. Eisenhower modtog han Harmon Trophy. Han modtog også ekstra egetræsblade til udmærkelsen Distinguished Flying Cross samt J. J. Jeffries Award, Leo Stevens Parachute Medal og Wingfoot Lighter-Than-Air Society Achievement Award.